# Општински одбор
Општински одбор је био самоуправни орган у општинама Кнежевине Србије односно Краљевине Србије, а касније и у општинама Краљевине Југославије.
Према Закону о устројству општина и општинских власти (1866) у свакој општини постојао је општински одбор ради заступања општинских интереса и надгледања рада општинског суда. Чланови одбора по своме звању били су општински кмет и чланови општинског суда. Према броју пореских глава одређиван је и број одборника (мање од 300 глава пореских — осам одборника, између 300 и 500 — дванаест, преко 500 — шеснаест, у окружним варошима — шеснаест, у вароши Београду — тридесет и два). При избору одборника вршио се и избор заменика који су учествовали у раду одбора само по позиву председника (општинског кмета). Број заменика био је раван половини броја одборника, не рачунајући председника и чланове општинског суда. Мандат одборницима је био две године и нису примали плату од општине.
Према Закону о општинама (1902) у свакој општини постојао је општински одбор. Према броју пунолетних грађана општине одређиван је и број одборника (општине до 500 пунолетних грађана — 10 одборника, до 1.000 грађана — 16 одборника, преко 1.000 грађана — 20 одборника). Општински одборници су имали заменике чији је број био раван половини броја одборника. Сви који су имали право гласа на општинском збору могли су да буду одборници и заменици. Нису могли бити општински званичници, чиновници надлештава које над општином воде непосредни надзор, служитељи државних надлештава и сродници по крви до четвртог, а по тазбини до другог степена закључно (ако би се сродници случајно изабрали старији по годинама узимао се за одборника). Одборници нису примали плату од општине.